# Private Hell 36
Private Hell 36 is een Amerikaanse film noir uit 1954 onder regie van Don Siegel.

## Verhaal
Jack Farnham en Cal Bruner zijn twee rechercheurs uit Los Angeles. Ze zijn een bende op het spoor, die 300.000 dollar heeft buitgemaakt. Tijdens een klopjacht wordt een bendelid gedood. Wanneer de twee rechercheurs zijn deel van de buit vinden, besluiten ze om het geld te houden. Het geweten van Farnham gaat na verloop van tijd knagen.

## Rolverdeling
| Acteur            | Personage            |
| ----------------- | -------------------- |
| Ida Lupino        | Lilli Marlowe        |
| Steve Cochran     | Cal Bruner           |
| Howard Duff       | Jack Farnham         |
| Dean Jagger       | Commissaris Michaels |
| Dorothy Malone    | Francey Farnham      |
| Bridget Duff      | Bridget Farnham      |
| Jerry Hausner     | Hausner              |
| Dabbs Greer       | Sam Marvin           |
| Chris O'Brien     | Lijkschouwer         |
| Kenneth Patterson | Inspecteur Lubin     |
| George Dockstader | Vluchteling          |
| Jimmy Hawkins     | Loopjongen           |